# Произведение мер
Произведение мер — мера, определяемая на декартовом произведении двух пространств с мерами; однозначно определяется для пространств с {\displaystyle \sigma }-конечными мерами.
Для пространств с мерой {\displaystyle (X_{1},{\mathcal {F}}_{1},\mu _{1})} и {\displaystyle (X_{2},{\mathcal {F}}_{2},\mu _{2})} ({\displaystyle {\mathcal {F}}_{i}} — {\displaystyle \sigma }-алгебры на {\displaystyle X_{i}}, {\displaystyle \mu _{i}} — меры на {\displaystyle {\mathcal {F}}_{i}}) декартово произведение {\displaystyle {\mathcal {F}}_{1}\times {\mathcal {F}}_{2}\to \mathbb {R} } является семейством подмножеств {\displaystyle X_{1}\times X_{2}}, и, вообще говоря, не замкнуто относительно счётных объединений, и следовательно не является {\displaystyle \sigma }-алгеброй, в связи с этим измеримое пространство на декартовом произведении {\displaystyle X_{1}\times X_{2}} строится посредством тензорного произведения {\displaystyle \sigma }-алгебр — {\displaystyle \sigma }-алгебре, порождённой декартовыми произведениями множеств исходных семейств:
{\displaystyle {\mathcal {F}}_{1}\otimes {\mathcal {F}}_{2}=\sigma {\big (}\{B_{1}\times B_{2}\mid B_{1}\in {\mathcal {F}}_{1},B_{2}\in {\mathcal {F}}_{2}\}{\big )}}.
Мера на измеримом пространстве {\displaystyle (X_{1}\times X_{2},{\mathcal {F}}_{1}\otimes {\mathcal {F}}_{2})} определяется для {\displaystyle (B_{1},B_{2})\in F_{1}\otimes {\mathcal {F}}_{2})} как произведение исходных мер исходных множеств:
{\displaystyle (\mu _{1}\otimes \mu _{2})(B_{1},B_{2})=\mu _{1}(B_{1})\cdot \mu _{2}(B_{2})}.
(При перемножении бесконечной меры с нулевой результат предполагается нулевым.) Согласно теореме Каратеодори о продолжении меры таким образом определённая мера может быть распространена на всё пространство. Если же исходные меры {\displaystyle \sigma }-конечны, то такое произведение мер определено однозначно и для всякого измеримого множества {\displaystyle E} имеет место:
{\displaystyle (\mu _{1}\otimes \mu _{2})(E)=\int \limits _{X_{1}}\mu _{2}(E{\big |}_{x_{1}})\,\mu _{1}(dx_{1})=\int \limits _{X_{2}}\mu _{1}(E{\big |}^{x_{2}})\,\mu _{2}(dx_{2})},
где {\displaystyle E{\big |}_{x_{1}}=\{x_{2}\in X_{2}\mid (x_{1},x_{2})\in E\}} и {\displaystyle E{\big |}^{x_{2}}=\{x_{1}\mid (x_{1},x_{2})\in E\}} — сечения {\displaystyle E} вдоль зафиксированных первой и второй компонент соответственно. В этом {\displaystyle \sigma }-конечном случае {\displaystyle \mu _{1}\otimes \mu _{2}} называется произведением мер {\displaystyle \mu _{1}} и {\displaystyle \mu _{2}}, а пространство с мерой {\displaystyle (X_{1}\times X_{2},{\mathcal {F}}_{1}\otimes {\mathcal {F}}_{2},\mu _{1}\otimes \mu _{2})} называется (декартовым, прямым) произведением исходных пространств.
Конструкция произведения над пространствами с {\displaystyle \sigma }-конечными мерами позволяет сформулировать и естественным образом доказать теорему Тонелли — Фубини, сводящую вычисление двойных интегралов к повторным. Мера Лебега {\displaystyle m_{n}} на {\displaystyle \mathbb {R} ^{n}} может быть получена как произведение {\displaystyle n} одномерных мер Лебега {\displaystyle m_{1}} на {\displaystyle \mathbb {R} }:
{\displaystyle {\mathcal {B}}(\mathbb {R} ^{n})=\bigotimes \limits _{i=1}^{n}{\mathcal {B}}(\mathbb {R} )},
где {\displaystyle {\mathcal {B}}(X)} обозначает борелевскую {\displaystyle \sigma }-алгебру на пространстве {\displaystyle X}, и
{\displaystyle m_{n}=\bigotimes \limits _{i=1}^{n}m_{1}}.
Произведение двух {\displaystyle \sigma }-конечных полных мер может не быть полной мерой.
При {\displaystyle \sigma }-бесконечности одной из исходных мер произведение, вообще говоря, неоднозначно, но построение из доказательства теоремы Каратеодори о продолжении меры даёт единственную максимальную меру, то есть такую {\displaystyle \mu _{\max }}, что если некоторая {\displaystyle \mu }, определённая как произведение мер тензорном произведении исходных {\displaystyle \sigma }-алгебр, конечна для измеримого множества {\displaystyle E}, то {\displaystyle \mu _{\max }E=\mu E}. Минимальное произведение мер в этом случае, то есть {\displaystyle \mu _{\min }E=\sup \left\{\mu _{\max }F\mid (F\subseteq E)\wedge (\mu _{\max }F<\infty )\right\}}, определено не всегда.
Произведение мер может быть распространено на бесконечный случай: произведение произвольного числа {\displaystyle \sigma }-конечных пространств с мерой {\displaystyle (X_{i},{\mathcal {F}}_{i},\mu _{i})} однозначно определено.

## Теория вероятностей
Построение естественным образом переносится на вероятностные пространства, являющиеся измеримыми пространствами с {\displaystyle \sigma }-конечными вероятностными мерами: для двух вероятностных пространств {\displaystyle (\Omega _{1},\;{\mathcal {F}}_{1},\;\mathbb {P} _{1})} и {\displaystyle (\Omega _{1},\;{\mathcal {F}}_{1},\;\mathbb {P} _{1})} их произведение — {\displaystyle (\Omega _{1}\times \Omega _{2},\;{\mathcal {F}}_{1}\otimes {\mathcal {F}}_{2},\;\mathbb {P} _{1}\otimes \mathbb {P} _{2})}.
Если {\displaystyle X,Y\colon \Omega \to \mathbb {R} } — случайные величины, то {\displaystyle \mathbb {P} ^{X}} и {\displaystyle \mathbb {P} ^{Y}} — распределения на {\displaystyle \mathbb {R} } {\displaystyle X} и {\displaystyle Y} соответственно, а {\displaystyle \mathbb {P} ^{X,\;Y}} — распределение на {\displaystyle \mathbb {R} ^{2}} случайного вектора {\displaystyle (X,\;Y)^{\top }}. Если {\displaystyle X,\;Y} — независимы, то:
{\displaystyle \mathbb {P} ^{X,\;Y}=\mathbb {P} ^{X}\otimes \mathbb {P} ^{Y}}.